# Джонсон, Чарлз Спёрджен
Чарлз Спёрджен Джо́нсон (англ. Charles Spurgeon Johnson, 24 июля 1893 — 27 октября 1956) — американский социолог, первый чернокожий президент исторически негритянского университета Фиск. На протяжении жизни был защитником расового равенства и гражданских прав афроамериканцев и других этнических меньшинств.